# Halowe Mistrzostwa Świata w Lekkoatletyce 2004
10. Halowe Mistrzostwa Świata w Lekkoatletyce – zawody sportowe, które rozegrane zostały w dniach 5-7 marca 2004 w Budapeszcie w Budapest Sports Arena.

## Rezultaty

### Mężczyźni
| Konkurencja                           | 1. miejsce                                                                                                  | Wynik   | 2. miejsce                                                                | Wynik   | 3. miejsce                                                        | Wynik   |
| ------------------------------------- | --- | ------- | ------------------------------------------------------------------------- | ------- | ----------------------------------------------------------------- | ------- |
| Bieg na 60 m (szczegóły)              | Jason Gardener                                                                                              | 6,49    | Shawn Crawford                                                            | 6,52    | Jeorjos Teodoridis                                                | 6,54    |
| Bieg na 200 m (szczegóły)             | Dominic Demeritte                                                                                           | 20,66   | Johan Wissman                                                             | 20,72   | Tobias Unger                                                      | 21,82   |
| Bieg na 400 m (szczegóły)             | Alleyne Francique                                                                                           | 45,88   | Davian Clarke                                                             | 45,92   | Gary Kikaya                                                       | 46,30   |
| Bieg na 800 m (szczegóły)             | Mbulaeni Mulaudzi                                                                                           | 1:45,71 | Rashid Ramzi                                                              | 1:46,15 | Osmar dos Santos                                                  | 1:46,26 |
| Bieg na 1500 m (szczegóły)            | Paul Korir                                                                                                  | 3:52,31 | Iwan Heszko                                                               | 3:52,34 | Laban Rotich                                                      | 3:52,93 |
| Bieg na 3000 m (szczegóły)            | Bernard Lagat                                                                                               | 7:56,34 | Rui Silva                                                                 | 7:57,08 | Markos Geneti                                                     | 7:57,87 |
| Bieg na 60 m przez płotki (szczegóły) | Allen Johnson                                                                                               | 7,36 =  | Liu Xiang                                                                 | 7,43    | Maurice Wignall                                                   | 7,48    |
| Sztafeta 4 × 400 m (szczegóły)        | Jamajka Gregory Haughton · Leroy Colquhoun · Michael McDonald · Davian Clarke · Richard James · Sanjay Ayre | 3:05,21 | Rosja Dmitrij Forszew · Boris Gorbań · Andriej Rudnickij · Aleksandr Usow | 3:06,23 | Irlandia Robert Daly · Gary Ryan · David Gillick · David McCarthy | 3:10,44 |
| Skok wzwyż (szczegóły)                | Stefan Holm                                                                                                 | 2,35    | Jarosław Rybakow                                                          | 2,32    | Jaroslav Bába Ștefan Vasilache Germaine Mason                     | 2,25    |
| Skok o tyczce (szczegóły)             | Igor Pawłow                                                                                                 | 5,80    | Adam Ptáček                                                               | 5,70    | Denys Jurczenko                                                   | 5,70    |
| Skok w dal (szczegóły)                | Savanté Stringfellow                                                                                        | 8,40    | James Beckford                                                            | 8,31    | Witalij Szkurłatow                                                | 8,28    |
| Trójskok (szczegóły)                  | Christian Olsson                                                                                            | 17,83 = | Jadel Gregório                                                            | 17,43   | Yoandri Betanzos                                                  | 17,36   |
| Pchnięcie kulą (szczegóły)            | Christian Cantwell                                                                                          | 21,49   | Reese Hoffa                                                               | 21,07   | Joachim Olsen                                                     | 20,99   |
| Siedmiobój (szczegóły)                | Roman Šebrle                                                                                                | 6438    | Bryan Clay                                                                | 6365    | Lew Łobodin                                                       | 6203    |

### Kobiety
| Konkurencja                           | 1. miejsce                                                                                                   | Wynik   | 2. miejsce                                                                 | Wynik   | 3. miejsce                                                         | Wynik   |
| ------------------------------------- | --- | ------- | -------------------------------------------------------------------------- | ------- | ------------------------------------------------------------------ | ------- |
| Bieg na 60 m (szczegóły)              | Gail Devers                                                                                                  | 7,08    | Kim Gevaert                                                                | 7,12    | Julija Nieściarenka                                                | 7,12    |
| Bieg na 200 m (szczegóły)             | Natalla Safronnikawa                                                                                         | 23,13   | Swietłana Gonczarienko                                                     | 23,15   | Karin Mayr-Krifka                                                  | 23,18   |
| Bieg na 400 m (szczegóły)             | Natalja Nazarowa                                                                                             | 50,19   | Olesia Forszewa                                                            | 50,65   | Tonique Williams-Darling                                           | 50,87   |
| Bieg na 800 m (szczegóły)             | Maria Mutola                                                                                                 | 1:58,50 | Jolanda Čeplak                                                             | 1:58,72 | Joanne Fenn                                                        | 1:59,50 |
| Bieg na 1500 m (szczegóły)            | Kutre Dulecha                                                                                                | 4:06,40 | Carmen Douma-Hussar                                                        | 4:08,18 | Gulnara Samitowa                                                   | 4:08,26 |
| Bieg na 3000 m (szczegóły)            | Meseret Defar                                                                                                | 9:11,22 | Berhane Adere                                                              | 9:11,43 | Shayne Culpepper                                                   | 9:12,15 |
| Bieg na 60 m przez płotki (szczegóły) | Perdita Felicien                                                                                             | 7,75    | Gail Devers                                                                | 7,78    | Linda Ferga-Khodadin                                               | 7,82    |
| Sztafeta 4 × 400 m (szczegóły)        | Rosja Olesia Forszewa · Olga Kotlarowa · Tatjana Lewina · Natalja Nazarowa · Olesia Zykina · Natalja Antiuch | 3:23,88 | Białoruś Natałla Sałahub · Hanna Kazak · Iłona Usowicz · Swiatłana Usowicz | 3:29,96 | Rumunia Angela Moroșanu · Alina Rîpanu · Maria Rus · Ionela Târlea | 3:30,06 |
| Skok wzwyż (szczegóły)                | Jelena Slesarienko                                                                                           | 2,04    | Anna Cziczerowa                                                            | 2,00    | Blanka Vlašić                                                      | 1,97    |
| Skok o tyczce (szczegóły)             | Jelena Isinbajewa                                                                                            | 4,86    | Stacy Dragila                                                              | 4,81    | Swietłana Fieofanowa                                               | 4,79    |
| Skok w dal (szczegóły)                | Tatjana Lebiediewa                                                                                           | 6,98    | Tatjana Kotowa                                                             | 6,93    | Carolina Klüft                                                     | 6,92    |
| Trójskok (szczegóły)                  | Tatjana Lebiediewa                                                                                           | 15,36   | Yamilé Aldama                                                              | 14,90   | Chrisopiji Dewedzi                                                 | 14,73   |
| Pchnięcie kulą (szczegóły)            | Swietłana Kriwielowa                                                                                         | 19,90   | Yumileidi Cumbá                                                            | 19,31   | Nadine Kleinert                                                    | 19,05   |
| Pięciobój (szczegóły)                 | Naide Gomes                                                                                                  | 4759    | Natalija Dobrynska                                                         | 4727    | Austra Skujytė                                                     | 4679    |

Za stosowanie dopingu została zdyskwalfikowana Anastasija Kapaczinska i tym samym straciła złoty medal wywalczony w konkurencji biegu na 200 m. Za to samo przewinienie została zdyskwalifikowana też Ukrainka Wita Pawłysz, której z kolei odebrano złoty medal wywalczony w konkurencji pchnięcia kulą.

## Klasyfikacja medalowa
*   Gospodarz ( Węgry)
| Miejsce | Reprezentacja                 | Złoto | Srebro | Brąz | Razem |
| ------- | ----------------------------- | ----- | ------ | ---- | ----- |
| 1       | Rosja                         | 8     | 6      | 4    | 18    |
| 2       | Stany Zjednoczone             | 4     | 5      | 1    | 10    |
| 3       | Szwecja                       | 2     | 1      | 1    | 4     |
| 3       | Etiopia                       | 2     | 1      | 1    | 4     |
| 5       | Kenia                         | 2     | 0      | 1    | 3     |
| 6       | Jamajka                       | 1     | 2      | 2    | 5     |
| 7       | Czechy                        | 1     | 1      | 1    | 3     |
| 7       | Białoruś                      | 1     | 1      | 1    | 3     |
| 9       | Kanada                        | 1     | 1      | 0    | 2     |
| 9       | Portugalia                    | 1     | 1      | 0    | 2     |
| 11      | Bahamy                        | 1     | 0      | 1    | 2     |
| 11      | Wielka Brytania               | 1     | 0      | 1    | 2     |
| 13      | Mozambik                      | 1     | 0      | 0    | 1     |
| 13      | Grenada                       | 1     | 0      | 0    | 1     |
| 13      | Południowa Afryka             | 1     | 0      | 0    | 1     |
| 16      | Ukraina                       | 0     | 2      | 1    | 3     |
| 17      | Brazylia                      | 0     | 1      | 1    | 2     |
| 17      | Kuba                          | 0     | 1      | 1    | 2     |
| 19      | Belgia                        | 0     | 1      | 0    | 1     |
| 19      | Chiny                         | 0     | 1      | 0    | 1     |
| 19      | Bahrajn                       | 0     | 1      | 0    | 1     |
| 19      | Słowenia                      | 0     | 1      | 0    | 1     |
| 19      | Sudan                         | 0     | 1      | 0    | 1     |
| 24      | Rumunia                       | 0     | 0      | 2    | 2     |
| 24      | Grecja                        | 0     | 0      | 2    | 2     |
| 24      | Niemcy                        | 0     | 0      | 2    | 2     |
| 27      | Austria                       | 0     | 0      | 1    | 1     |
| 27      | Irlandia                      | 0     | 0      | 1    | 1     |
| 27      | Demokratyczna Republika Konga | 0     | 0      | 1    | 1     |
| 27      | Litwa                         | 0     | 0      | 1    | 1     |
| 27      | Francja                       | 0     | 0      | 1    | 1     |
| 27      | Chorwacja                     | 0     | 0      | 1    | 1     |
| 27      | Dania                         | 0     | 0      | 1    | 1     |
| Razem   | Razem                         | 28    | 28     | 30   | 86    |